# 南威勒爾 (英國國會選區)

本區在默西賽德郡的位置

南威勒爾（英語：Wirral South），英國國會一自治市選區，位於英格蘭默西賽德郡威勒爾都會自治市南部。
創設於1983年。在2010年大選中，自1997年起憑補選上任的議員、工黨的本·查普曼因津貼問題放棄連任，結果阿里森·麥高雲以40.8%、531票之微，保住了控制長達十三年議席。